# Comuna Rusakivka, Bilohirsk
Rusakivka (în ucraineană Русаківка) este o comună în raionul Bilohirsk, Republica Autonomă Crimeea, Ucraina, formată din satele Luhove și Rusakivka (reședința).

## Demografie
Componența lingvistică a comunei Rusakivka
     Rusă (65,75%)
     Tătară crimeeană (18,79%)
     Ucraineană (13,38%)
     Alte limbi (0,17%)
Conform recensământului din 2001, majoritatea populației comunei Rusakivka era vorbitoare de rusă (65,75%), existând în minoritate și vorbitori de tătară crimeeană (18,79%) și ucraineană (13,38%).